# 苏寿堂
苏寿堂（1953年—），山东乐陵人，汉族，中华人民共和国政治人物，中国共产党党员，第十一届全国人民代表大会山东地区代表。
毕业于北京大学政治经济学专业。担任山东省工商联副主席、山东华乐实业集团有限公司董事长。2008年起担任全国人大代表。